# Siggi's
Siggi's, stylisé en siggi's dairy, est une marque américaine de skyr – une version islandaise du yaourt.
Elle appartient à The Icelandic Milk & Skyr Corporation, une filiale du leader français des produits laitiers Lactalis. L'entreprise a été fondée en 2005 par l'Islandais Siggi Hilmarsson, qui vendait son yaourt localement à New York, avant de se lancer dans les magasins Whole Foods Market à travers les États-Unis en 2008.
En 2015, Siggi's est la marque de yaourt à la croissance la plus rapide aux États-Unis. En 2018, la multinationale laitière française Lactalis acquiert Siggi's, qui continue d'être gérée de manière indépendante. En Europe, la marque est commercialisée par Lactalis-Nestlé Ultra-Frais.

## Histoire
Siggi Hilmarsson est né en Islande vers 1976. Il déménage aux États-Unis en 2002 pour fréquenter la Columbia Business School à New York et obtenir une maîtrise en administration des affaires (MBA). Siggi Hilmarsson, qui a grandi avec un régime alimentaire nordique et scandinave classique, est surpris par la quantité de sucre dans les aliments américains : « Il y avait tellement de sucre dans tellement de choses, y compris les yaourts. Certaines marques contenaient la même quantité de sucre qu'une canette de soda »,,.
En 2004, Siggi Hilmarsson commence à fabriquer son propre yaourt en s'inspirant d'une recette de 1913 que sa mère avait trouvée dans une bibliothèque de Reykjavik. Il veut « moins de sucre et moins d’ingrédients », et la texture épaisse du skyr islandais lui manquait également. Il a déclaré que ses lots d'essai étaient « parfois excellents, parfois horribles ». Siggi offre un lot d'essai à Liz Thorpe, une amie qui travaillait comme vice-présidente chez Murray's Cheese à Greenwich Village : « Un de ses acheteurs m'a recontacté et m'a dit : "Si vous en faites régulièrement, nous le stockerons." C'était mon signal pour passer du statut de passionné à celui d'homme d'affaires »,,. Siggi Hilmarsson reçoit l'investissement initial de son professeur à Columbia, Michael van Biema, puis de ses amis et de sa famille,. Il commence à faire des expériences sur le yaourt à plein temps dans une usine laitière expérimentale au Morrisville State College, dans le nord de l'État de New York. Après avoir préparé sa première commande en gros, elle a été mise en vente chez Murray's Cheese,,. Il est surpris par le succès du yaourt et en 2005, il quitte son emploi de consultant chez Deloitte,.
En 2006, Siggi Hilmarsson vend son yaourt sur un marché local à New York,,. Il fait également don d'une partie de son yaourt à un groupe de retraite de Long Island composé d'artistes et d'écologistes, ainsi que d'un dirigeant de Whole Foods Market. Fin 2007, Siggi est contacté par Whole Foods, qui exprime son intérêt pour le yaourt et son concept à faible teneur en sucre, et souhaite qu'il fasse une présentation à Austin, au Texas. En janvier 2008, son yaourt est mis en vente dans la moitié des magasins Whole Foods des États-Unis, au lieu de commencer par quelques régions, comme c'est la coutume,,.
Au cours de l’été 2008, la demande rapide dépasse les capacités de production de l’entreprise. Siggi Hilmarsson doit cesser la production et l'expédition du yaourt afin de pouvoir collecter des fonds pour acheter l'équipement nécessaire pour augmenter la production et répondre à la demande. Selon Siggi Hilmarsson, « Nous ne pouvions pas répondre à la demande, ni refroidir le yaourt assez rapidement pour répondre aux volumes de production. Nous avons donc dû fermer l'usine pendant trois ou quatre mois et la reconstruire. » L'entreprise frôle la faillite lors de la fermeture de l'usine. En août 2010, la société de Siggi Hilmarsson, Icelandic Milk & Skyr Corporation, compte neuf employés et environ 350 vaches provenant de six fermes familiales. L'année suivante, l'entreprise produit 100 000 pots de yaourt de six onces par semaine. Pour faire face à la demande croissante, l’entreprise commence à se tourner vers une usine plus grande en 2013. En quelques années, l'entreprise dispose d'une usine de fabrication de secours dans le Wisconsin ; Siggi déclare : « Lorsque votre entreprise se développe suffisamment, vous ne voulez pas dépendre d'une seule usine ». En 2014, le yaourt de Siggi Hilmarsson n'est en grande partie disponible que dans les magasins Whole Foods et Target.
Siggi Hilmarsson déclare que la gestion de l'entreprise n'est devenue facile qu'en 2015, décrivant les neuf années précédentes comme difficiles. En 2015, Siggi's était disponible dans 8 800 magasins à travers les États-Unis, et était la marque nationale de yaourt à la croissance la plus rapide de l'année, avec des ventes en hausse de 120 % par rapport à 2014. Les ventes continuent d'augmenter en 2016, avec une disponibilité atteignant 25 000 points de vente à travers les États-Unis, notamment ShopRite, Target et Wegmans,. À la fin de l'année, Siggi's annonce un accord visant à placer ses produits dans 7 000 magasins Starbucks.
En 2017, Siggi's reste le yaourt connaissant la croissance la plus rapide dans les épiceries à travers les États-Unis et la marque de yaourt la plus vendue dans l'ensemble chez Whole Foods. En 2018, la multinationale laitière française Lactalis rachète Siggi's, qui continue d'être gérée de manière indépendante,.

## Produits
Siggi's contient plus de protéines et 25 à 50 pour cent moins de sucre que les autres marques de yaourt,,, et utilise également environ quatre fois plus de lait. Les autres ingrédients sont de vrais fruits et du sucre de canne,. La marque a d'abord connu des difficultés en raison de son goût acidulé et de sa faible teneur en sucre.
Siggi's propose des saveurs telles que la vanille, la myrtille, les baies mélangées et l'açaï, ainsi que l'orange et le gingembre,. La société avait vendu un parfum menthe et poire, qui a été abandonné vers 2009 en raison de problèmes de chaîne d'approvisionnement impliquant le fruit. En 2014, The Atlantic a décrit favorablement le yaourt de Siggi comme « acidulé » et acide, mais a noté qu'il était plus cher que son concurrent Chobani.